# Tecolotla, Veracruz
Tecolotla är en ort i Mexiko.   Den ligger i kommunen Tomatlán och delstaten Veracruz, i den sydöstra delen av landet, 230 km öster om huvudstaden Mexico City. Tecolotla ligger 1 352 meter över havet och antalet invånare är 148.
Terrängen runt Tecolotla är kuperad. Runt Tecolotla är det tätbefolkat, med 427 invånare per kvadratkilometer. Närmaste större samhälle är Córdoba, 17,0 km sydost om Tecolotla. I omgivningarna runt Tecolotla växer huvudsakligen savannskog.